# 萨尔玛那萨尔五世
萨尔玛那萨尔五世（英語：Shalmaneser V，？—前722年）聖經和合本譯為撒縵以色五世，新亚述时期亚述国王（公元前727年—公元前722年在位），曾于前725年征服北方以色列王国，镇压以色列国王何细亚的叛乱。当其叛乱时，他领兵包围了撒马利亚。3年后始攻克。但于城陷前去世。由弟弟萨尔贡二世继承。
| 前任： 提格拉特帕拉沙尔三世 | 亚述国王 前727年－前722年 | 繼任： 萨尔贡二世 |